# Максименко Аліна Олександрівна
Аліна Олександрівна Максименко (нар.10 липня 1991, Запоріжжя) — українська спортсменка, художня гімнастка. Дворазова призерка універсіади в Казані.

## Спортивна кар'єра

### Універсіада 2013
На літній Універсіаді у Казані Аліна виступала у 5 дисциплінах та завоювала срібну та бронзову нагороди.
Срібло Аліна здобула у вправах з булавами, показавши абсолютно однаковий результат з Ганною Різатдіновою. Переможницею у цьому виді програми стала росіянка Маргарита Мамун. Бронзову нагороду Максименко здобула у вправах з обручем знову ж таки набравши абсолютно однакову кількість балів зі своєю співкомандницею Ганною Різатдіновою..
У індивідуальному багатоборстві та у вправах зі стрічками українка посіла 4 місце, а у вправах з м'ячем здобула 7 місце.

### Чемпіонат світу 2013
На Чемпіонаті світу у Києві, що про ходив з 28 серпня по 1 вересня, Аліна виступала у 6 дисциплінах та завоювала бронзову нагороду у вправах з булавами.
У другий змагальний день було розіграно третій комплект медалей — у вправі з булавами. Тут Максименко завоювала бронзову медаль. За свою композицію спортсменка отримала 18,216 бала. Ще одна українка Ганна Різатдінова (17,883) посіла четверте місце. Золоті медалі завоювали росіянки Маргарита Мамун і Яна Кудрявцева, що показали абсолютно однаковий результат — 18,366.
У вправах з м'ячем Максименко була п'ятою. Перемогу тут здобула Маргарита Мамун. В індивідуальному багатоборстві набрала 69,124 бали, що дозволили посісти всього лише сьоме підсумкове місце.. У вправах зі стрічкою у кваліфікації посіла 9 місце, що не дозволило виступати у фінальній частині змагань.

## Державні нагороди
- Орден княгині Ольги III ст. (25 липня 2013) — за досягнення високих спортивних результатів на XXVII Всесвітній літній Універсіаді в Казані, виявлені самовідданість та волю до перемоги, піднесення міжнародного авторитету України[8]